# Teach-In
Teach-In (англ. «Диспут») — нидерландская поп-группа, победившая на конкурсе песни Евровидение в 1975 году.

## Создание и история группы
Группа возникла в 1969 году в Энсхеде. В первоначальный состав группы входили вокалистка Хильда Феликс (нидерл. Hilda Felix) и музыканты:
- Джон Снюверинк (нидерл. John Snuverink) (гитара и вокал),
- Франс Схадделе (нидерл. Frans Schaddelee) (бас-гитара),
- Кос Верстег (нидерл. Koos Versteeg) (клавиши, вокал) и
- Рюди Нейхёйс (нидерл. Rudi Nijhuis) (ударные).

### 1970-е — 1980-е
В 1970 году группа подписала контракт с компанией CBS и выпустила три сингла, которые не пользовались успехом, поэтому до полноценного альбома дело на CBS так и не дошло.
В 1972 году состав группы почти полностью изменился:
- Кос Верстег (руководитель ансамбля, клавиши, вокал),
- Рюди Нейхёйс (ударные),
- Гетти Касперс[нидерл.] (нем. Getty Kaspers) (вокал)[2],
- её муж Джон Гасбек (нидерл. John Gaasbeek) (бас-гитара, композиция),
- Крис де Волде (нидерл. Chris de Wolde) (гитара),
- Ард Веинк (нидерл. Ard Weeink) (клавишные, аккордеон).

В 1973 году подписан контракт с звукозаписывающим лейблом CNR. Первый сингл обновлённой группы «Fly away», вышедший в 1974 году, стал хитом, сделав группу одной из самых популярных в Бенилюксе. Далее последовали хитовые синглы «In the Summernight» и «Tennessee Town». В том же году вышел первый альбом Teach-In «Roll Along».
В 1975 году коллектив занимает первое место на конкурсе Евровидение с песней «Ding-a-Dong». Песня «Ding-a-Dong» принесла Нидерландам 1-e место, а группа обрела европейскую известность, так как по условиям конкурса, альбом победившего исполнителя выпускался во всех странах, являющихся участниками Евровидения. Пластинка «Festival», подготовленная к выпуску почти в двух десятках стран сразу после конкурса в 1975 году, была переизданием первого диска 1974 года «Roll along» с добавлением нескольких песен, в числе которых и знаменитая «Ding-a-Dong», хотя некоторые песни после такого «переиздания» вообще исчезли с альбома: «Sing to the Moon», «Silly Billy (Silly Milly)» и «Roll along» и стали, вместе с ранними записями на CBS 1971—1972 годов, филофонической редкостью. В СССР этот полноценный альбом был выпущен в следующем 1976 году под названием «Вокально-инструментальный ансамбль ТИЧ-ИН». После конкурса Teach-In начинают интенсивную гастрольную деятельность, однако находят время, чтобы закончить запись нового альбома «Get on board», вышедшего в конце того же 1975 года.
В 1976 году вместо покинувших Teach-In Гетти Касперс и Джона Гасбека, в состав группы входят:
- Ханс Нейланд (нидерл. Hans Nijland), бас-гитара — и певицы:
- Бетти Вермёлен (нидерл. Betty Vermeulen) и
- Марианне Волсинк (нидерл. Marianne Wolsink).

В 1977 году в обновлённом составе группа записывает очередной альбом «See the Sun». Следующий год отмечен синглом «Dear John». Ещё годом позже музыканты снова активизируются и записывают свой последний LP альбом «Teach In» (также выходил под названием «Greenpeace») и выпускают синглы «The Robot» и «Greenpeace».
1980 год был отмечен ещё двумя синглами «Regrets» и «Bad day», после чего TEACH IN окончательно прекращает существование.
Группа воссоединилась, чтобы выступить в финале конкурса песни Евровидение-2021 в качестве группы поддержки. 

## Воссоздание группы
В 1997 году группа была возрождена с солисткой Гетти Касперс, после чего с успехом выступала со старыми хитами в различных турах, в том числе и в Маастрихте в августе 2007 года, а в 2009 году группа выступила на открытии Евровидения в Москве.

## Дискография

### Альбомы
- 1974 — Roll Along [CNR records]
- 1975 — Festival [CNR] (в СССР вышел в 1977 году под названием ВИА «TEACH-IN» («ТИЧ-ИН»), «Мелодия», 33 с60-07403-04])
- 1975 — Get on board [CNR]
- 1977 — See the sun [Negram]
- 1979 — Teach In (Greenpeace) [CNR]

### Синглы
- 1971 — Spoke the Lord creator/Darkness of life [CBS]
- 1971 — Can’t be so bad/Take me to the water [CBS]
- 1972 — So easy to sing/My name is honey [CBS]
- 1974 — Fly away/Bye bye bye [CNR]
- 1974 — In the summernight/Old friend goodbye [CNR]
- 1974 — Tennessee town/There ain’t no time [CNR]
- 1975 — Ding-a-dong/Ik heb geen geld voor de trein [CNR]
- 1975 — Ding-a-dong/The circus show [CNR]
- 1975 — Goodbye love/Sailor man [CNR]
- 1975 — I`m Alone
- 1976 — Rose valley/Lala love song [CNR]
- 1976 — Upside down/Please come home [Negram]
- 1977 — A ride in the night/A wonderful feeling [Negram]
- 1977 — See the sun/All around [Negram]
- 1977 — My rock & roll song/Our story [Negram]
- 1978 — Dear John/Instrumental John [CNR]
- 1979 — The robot/Well Comeback [CNR]
- 1979 — Greenpeace/Part 2 [CNR]
- 1980 — Regrets/Things we say [RCA]
- 1980 — Bad day/I wish you all the luck [RCA]